# Uehrde
Uehrde település Németországban, azon belül Alsó-Szászország tartományban. Lakosainak száma 861 fő (2023. december 31.). Uehrde Ingeleben és Winnigstedt községekkel határos.

## Népesség
A település népességének változása:
| Lakosok száma | 897  | 890  | 886  | 867  | 858  | 861  |
|               | 2016 | 2017 | 2019 | 2021 | 2022 | 2023 |